# Caligo memnon
De uilvlinder (Caligo memnon) is een vlinder uit de familie Nymphalidae. 

## Kenmerken
Aan de onderzijde van de achtervleugels bevindt zich een oog, dat afschrikwekkend werkt op belagers. De spanwijdte bedraagt meestal tussen de 115 en 130 millimeter, maar kan oplopen tot 150 millimeter.

## Leefwijze
Volwassen exemplaren voeden zich met de sappen van rottend fruit.

## Verspreiding en leefgebied
De soort komt voor in regenwouden en secundaire bossen van Mexico tot aan het Amazoneregenwoud. 

## De rups en zijn waardplanten
De larven eten bananen en Heliconia-bloemplanten en kunnen een plaag zijn voor de teelt van bananen. De rupsen hebben een opvallend hard kopkapsel. Ze kunnen een stof afscheiden, die zelfs trekmieren op een afstand houdt.

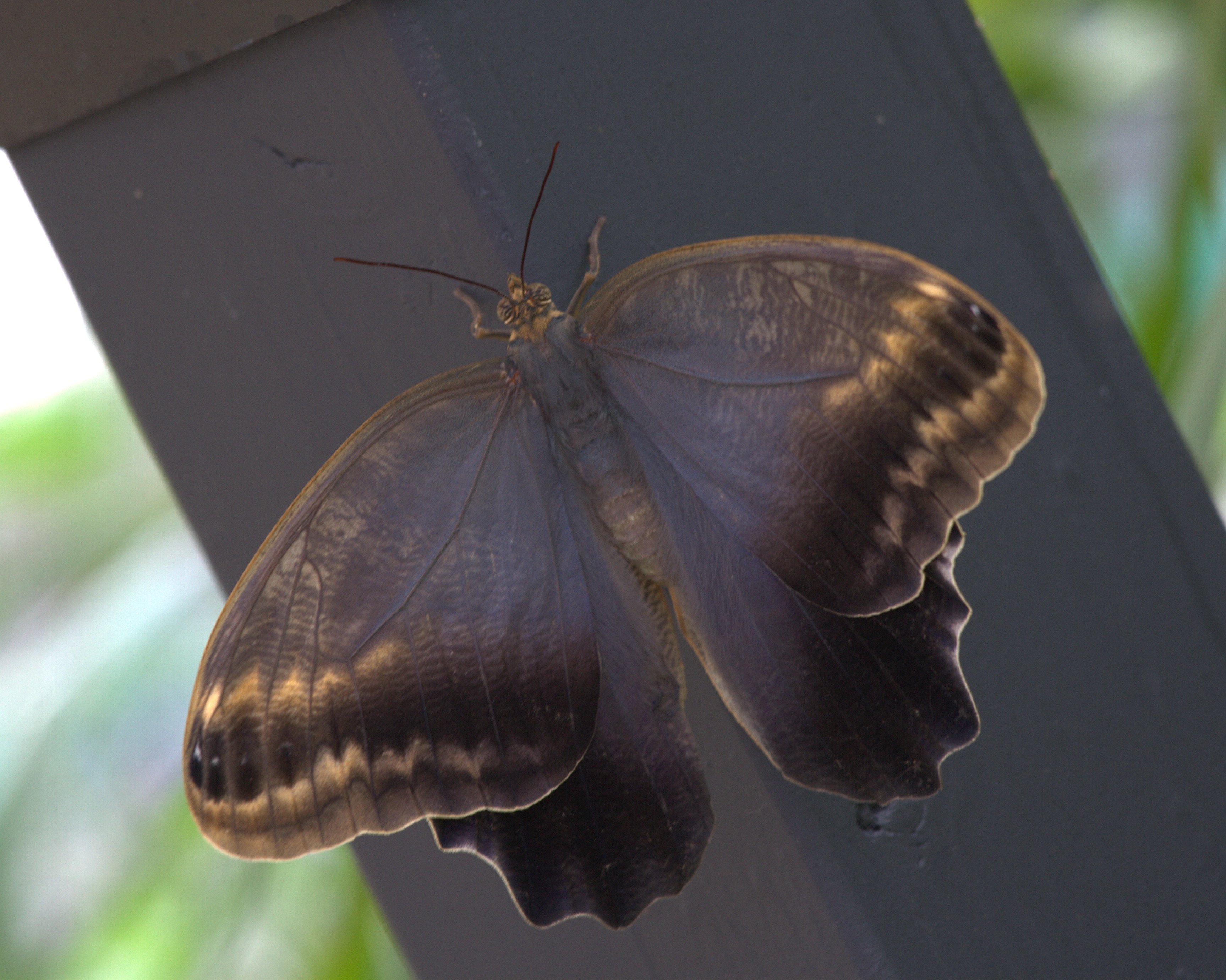
op de rug gezien (dorsaal)
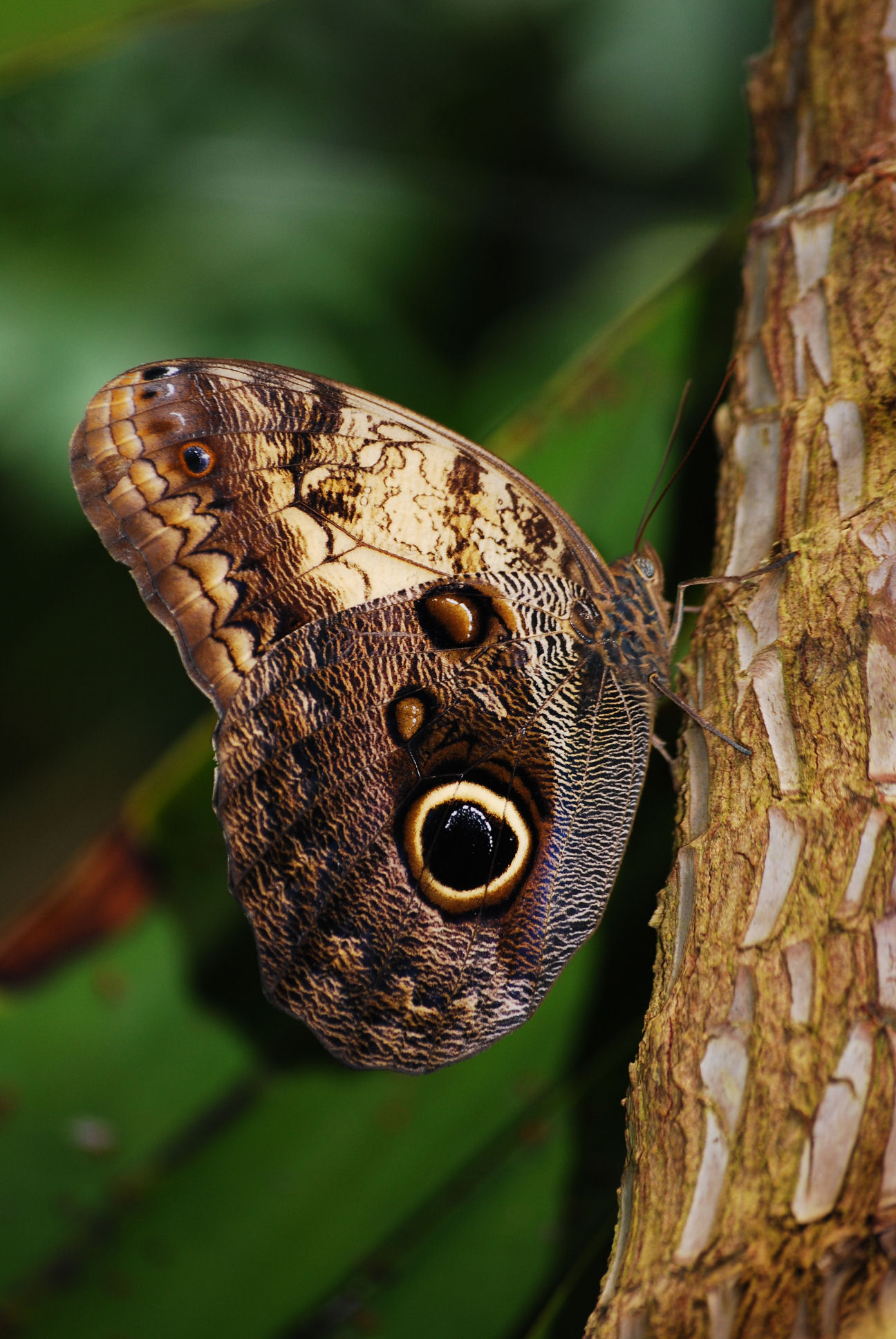
op de buik gezien (ventraal)
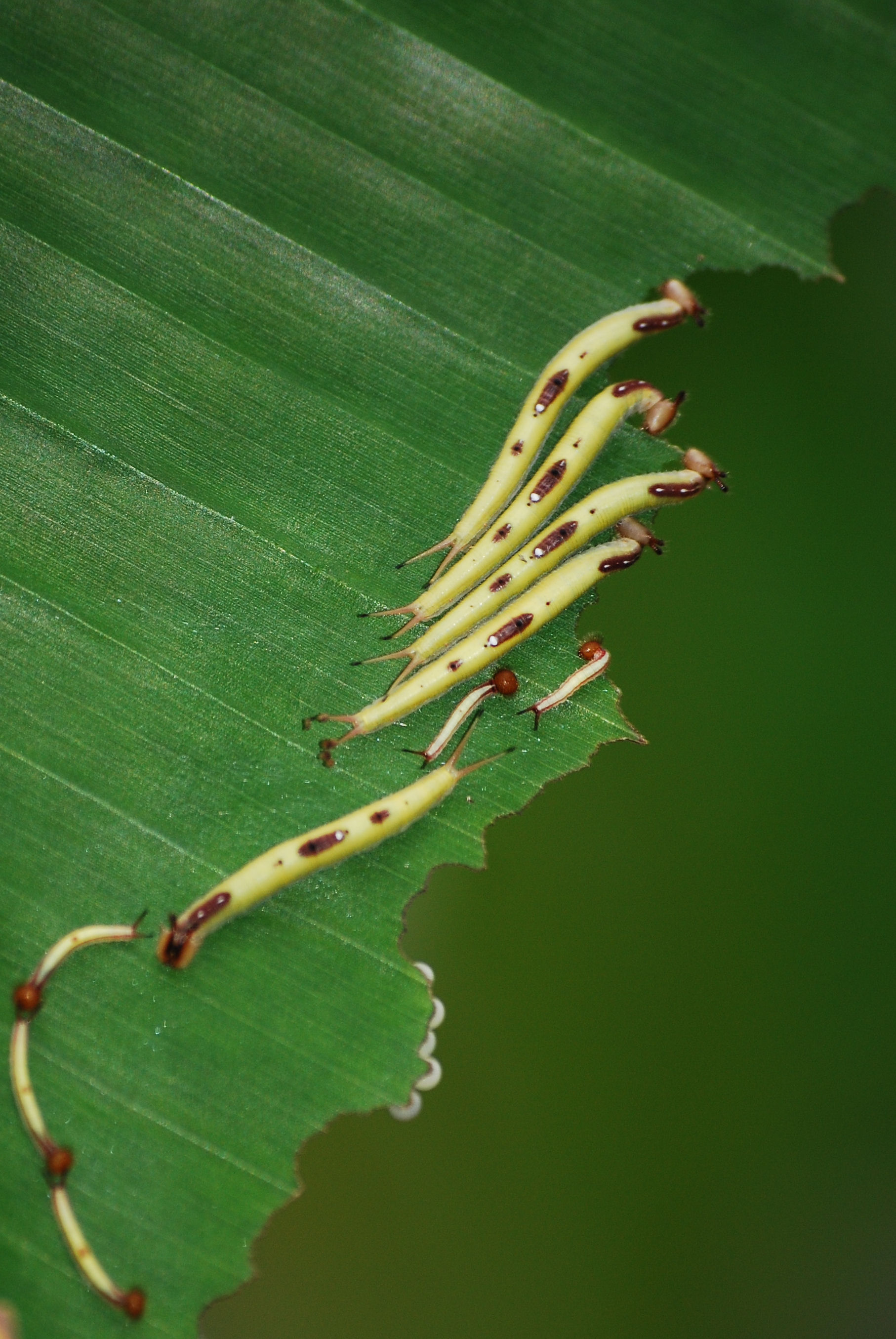
Larve